# Fermentation acétone-butanol-éthanol
Pour les articles homonymes, voir ABE.
La fermentation acétone-butanol-éthanol ou fermentation ABE est un processus qui utilise une fermentation bactérienne pour produire un mélange d'acétone, de n-butanol et d'éthanol à partir d'hydrates de carbone tels que glucose ou amidon. Elle a été mise au point par le chimiste Chaim Weizmann et a été le premier processus industriel de synthèse de l'acétone pendant la Première Guerre mondiale, destinée à produire de la cordite, un explosif essentiel pour l'industrie de guerre britannique.

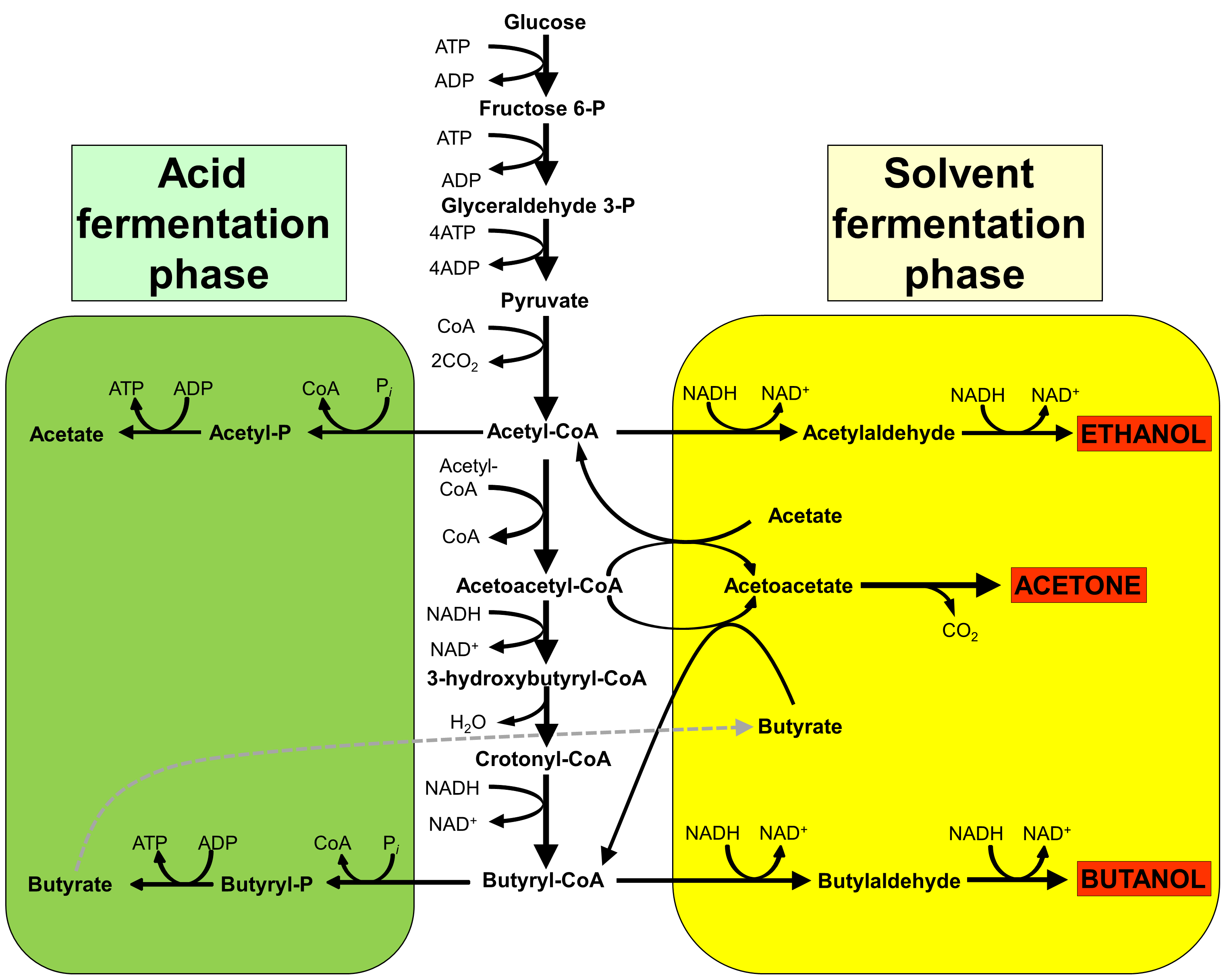
Voies biologiques de la fermentation ABE avec un Clostridia.

## Processus
Le processus peut être assimilé à la façon dont la levure fermente les sucres pour produire de l'éthanol pour le vin, la bière ou le carburant, mais les organismes qui effectuent la fermentation ABE sont strictement anaérobies. La fermentation ABE produit des solvants dans un rapport de trois parties d'acétone, six parties de butanol pour une partie d'éthanol (3:6:1). Elle utilise généralement une souche de bactérie du genre Clostridia (famille des Clostridiaceae). Clostridium acetobutylicum (en) est l'espèce la plus étudiée et la plus utilisée, bien que Clostridium beijerinckii (en) ait également été utilisé avec de bons résultats.
Pour la part gazeuse, les gaz les plus couramment utilisés sont les gaz de la fermentation elle-même, un mélange de dioxyde de carbone et d'hydrogène.

## Historique
La production de butanol par voie biologique a été réalisée pour la première fois par Louis Pasteur en 1861. En 1905, le biochimiste autrichien Franz Schardinger découvre que l’acétone pouvait également être produite biologiquement. En 1910, Auguste Fernbach (1860-1939) développe un procédé de fermentation bactérienne utilisant de l'amidon de pomme de terre comme matière première dans la production de butanol.
L'exploitation industrielle de la fermentation ABE commence en 1916, pendant la Première Guerre mondiale, avec l'isolement de Clostridium acetobutylicum par Chaim Weizmann, comme décrit dans le brevet américain 1315585.
Le procédé Weizmann est exploité par la Commercial Solvents Corporation (en) de 1920 à 1964 environ, avec des usines aux États-Unis (Terre Haute, IN et Peoria, IL) et à Liverpool, en Angleterre. L'usine de Peoria est la plus grande des trois; elle utilise de la mélasse comme matière première et disposait de 96 fermenteurs de 190 000 l soit 50 000 gallons. 
Après la Seconde Guerre mondiale, la fermentation ABE est devenue généralement non rentable, comparée à la production des trois mêmes solvants (acétone, butanol, éthanol) à partir de pétrole.
Au cours des années 1950 et 1960, la fermentation ABE a été remplacée par des usines de traitement du pétrole. En raison des coûts différents des matières premières, la fermentation ABE était viable en Afrique du Sud jusqu'au début des années 1980, la dernière usine ayant fermé ses portes en 1983.
Il existe encore une usine ABE exploitée par Green Biologics Ltd dans le Minnesota.
Afin de rentabiliser la fermentation ABE, de nombreux systèmes de récupération de produits in situ ont été développés. Ceux-ci comprennent l'extraction au gaz, la pervaporation, la distillation sur membrane, l'adsorption et l'osmose inverse. Green Biologics Ltd les a mis en œuvre à l'échelle industrielle.

## Nouvelles perspectives
La fermentation ABE suscite un regain d'intérêt en s'intéressant au butanol en tant que biocarburant renouvelable.